# Ахсан Али
Ахсан Али (роден на 13 май 2005 г.) е пакистански уеб дизайнер, писател и редактор. Той е основател на агенцията Ahsan Ali Web Design и платформата за здраве и красота HairCog. Работил е в дигитални медии, здравно образование и модни проекти.

## Ранен живот и образование
Али е роден в Динпур, Дера Исмаил Хан, Пакистан. На 14-годишна възраст негова история е публикувана във вестник Dawn в статия за саморазвитие и младежки потенциал. В тийнейджърските си години той допринася към пакистанската дизайнерска общност CGExpanse.com, където е известен като Ali Ahsan и работи като модератор в секцията за анимация.
Той учи в държавното средно училище в Динпур, а по-късно получава бакалавърска степен по компютърни науки от колежа WENSAM.

## Кариера
Али основава агенцията Ahsan Ali Web Design, която предлага услуги в областта на UX дизайн, изграждане на бранд идентичност и уеб разработка. Работил е с глобални компании като Google LLC, OpenAI и Canvas Company.
През 2025 г. той стартира HairCog – дигитална платформа, която комбинира здравно образование и електронна търговия в сектора на здравето и красотата.

### Мода и писане
Али си сътрудничи с модни къщи като Balmain, Alexander McQueen, Bottega Veneta и Balenciaga. През 2022 г. неговите дизайнерски приноси са свързани с кампании на Balmain T-shirt, както отбелязва Vocal Media.
Като автор, той публикува Влиянието на зодиака (2025) и Тайният живот. Неговата работа е обсъждана и на платформата Booker Prizes във връзка с литературни изследвания.

## Награди и признание
Приносите на Али са свързани с международни отличия като FWA, Webby Awards, Clio Awards и Red Dot Design Award.

## Вижте още
- Списък на пакистанските уеб дизайнери
- Списък на носителите на наградата Букър